# К. Н. Т. Шастри
Канала Нанджунда Тирумала Шастри (англ. Kanala Nanjunda Tirumala Sastry), известный как К. Н. Т. Шастри (телугу కె. ఎన్. టి. శాస్త్రి; 5 сентября 1945 — 13 сентября 2018) — индийский кинокритик, журналист и кинорежиссёр
. Был членом жюри во многих национальных и международных комитетах по присуждению премий. Выиграл семь Национальных кинопремий в различных категориях. Его дебютный полнометражный фильм Thilaadanam (2002) получил 7 международных наград и посетил 45 фестивалей.

## Биография
Родился 5 сентября 1945 года в Колар Голд Филдс. Вырос и получил образование в Коларе.
Начал свою карьеру в качестве журналиста и написал несколько статей об индийском и мировом кино в различных изданиях, включая The Hindu, Hindustan Times, The Indian Express и Deccan Herald.
Он также написал англоязычные монографии о Читтур В. Нагайе, Бханумати Рамакришне, Л. В. Прасаде, дуэте Наги Редди—Чакрапани.
В 1990 году Шастри был отмечен Национальной кинопремией как лучший кинокритик.
Он также получил премию за лучшую книгу о кино за изданную им автобиографию Бханумати Рамакришны «Naalo Nenu» и специальную премию за телугу-язычную энциклопедию кино «Alanati Chalana Chitram».
Шастри вошёл в киноиндустрию, когда режиссер Б. Нарсинг Рао и его команда искали сценариста для своего фильма Daasi (1988).
Впоследствии он снял множество документальных фильмов с помощью Национальной корпорации развития кино (NFDC), в число которых входит лента о драматической труппе «Сурабхи», выигравшая Национальную кинопремию за лучший антропологический/этногорафический фильм.
Взявшись снимать свой первый полнометражный художественный фильм Thilaadanam, Шастри хотел пригласить на главную роль Рави Теджу или Брахмаджи, будучи впечатлён их выступлением в фильме Sindhooram (1997). Однако Рави Теджа, в то время снимавшийся в фильме Idiot, отклонил предложение режиссёра, и тот взял только Брахмаджи.
Фильм, основанный на рассказе Ренталы Нагесвара Рао, был показан в секции «Панорама Индии» на Индийском международном кинофестивале, а также получил Национальную премию за лучший дебютный фильм режиссёра и премию «Нанди» в категории «Лучший художественный фильм».
В другом фильме Шастри — Kamli (2006) — рассказывается о женщине из народности ламбади, которая разыскивает своего сына, подменённого в роддоме. Картина продолжает тему поднятую в его более раннем документальном фильме Harvesting Baby Girls, получившем приз зрительских симпатий на Фестивале документального кино в Амстердаме.
На главную роль режиссёр планировал взять Соундарью, которая была настолько заинтересована сценарием, что вызвалась сама снимать фильм. Однако в 2004 году актриса погибла в авиакатастрофе. Вместо неё Шастри снял в главной роли Нандиту Дас.
Картина заработала Национальную кинопремию как лучший фильм года на телугу.
Его последней киноработой стал детский фильм Shaanu об игре кхо-кхо, показанный на Детском кинофестивале в 2017 году.